# Kvavisträsket (Norrfjärdens socken, Norrbotten)
Kvavisträsket är en sjö i Piteå kommun i Norrbotten och ingår i Rosåns huvudavrinningsområde. Sjön har en area på 0,0424 kvadratkilometer och ligger 22,1 meter över havet.

## Delavrinningsområde
Kvavisträsket ingår i det delavrinningsområde (728224-176348) som SMHI kallar för Ovan Lillån. Medelhöjden är 68 meter över havet och ytan är 28,89 kvadratkilometer. Räknas de 4 avrinningsområdena uppströms in blir den ackumulerade arean 65,32 kvadratkilometer. Avrinningsområdets utflöde Rosån mynnar i havet. Avrinningsområdet består mestadels av skog (79 procent). Avrinningsområdet har 0,4 kvadratkilometer vattenytor vilket ger det en sjöprocent på 1,4 procent.